# Italo Briccola
Italo Briccola (Lurate Caccivio, 18 maggio 1932 – Lurate Caccivio, 15 novembre 2023) è stato un politico italiano.

## Biografia
Esponente lombardo della Democrazia Cristiana, venne eletto alla Camera dei Deputati nel 1979, venendo confermato nella carica anche dopo le elezioni del 1983, rimase in carica a Montecitorio fino al 1987.